# Facultad Regional Córdoba
La Facultad Regional Córdoba (FRC) es una de las Facultades Regionales dependientes de la Universidad Tecnológica Nacional, está situada en la Ciudad Universitaria en la Ciudad de Córdoba.
Es considerada como la Facultad Regional de la UTN más importante del interior del país,teniendo en cuenta su cantidad de alumnos, cantidad de carreras de ingeniería, posgrado y tecnicaturas. 

## Aspectos generales
La Facultad Regional Córdoba se encuentra ubicada en la zona sur de la Ciudad Universitaria de la ciudad de Córdoba entre las calles Maestro López y Cruz Roja Argentina, está compuesta por cinco pabellones de aulas y laboratorios (de una y dos plantas) alrededor del edificio central de tres plantas. Dicha facultad cuenta también con un campus ubicado en la ruta provincial Nº 5 (camino a Alta Gracia) donde tiene algunos laboratorios instalados.

## Historia de la Facultad Regional Córdoba
La Universidad Tecnológica Nacional es heredera de la Universidad Obrera Nacional que fue creada formalmente en el año 1948 y que comenzó a funcionar en el año 1953, en ese mismo año comienza también a funcionar la regional Córdoba de dicha universidad. En el año 1959 la universidad cambia de nombre por el que actualmente se conoce. 
En agosto de 1965 el Gobierno de la Provincia de Córdoba dona los terrenos en que actualmente se ubica esta facultad y en octubre de 1967 se comienzan los primeros trabajos de construcción.La superficie inicialmente proyectada era de 19.266 m², la superficie construida en la primera etapa fue de 7.268 m².
Actualmente se están realizando trabajos de construcción de nuevos pabellones. La configuración actual de pabellones de baja y media altura distribuidos alrededor del edificio central, difiere del proyecto original que preveía básicamente un gran edificio central.

## Carreras de Grado
- Ingeniería Civil
- Ingeniería Eléctrica
- Ingeniería Electrónica
- Ingeniería Industrial
- Ingeniería Mecánica
- Ingeniería Metalúrgica
- Ingeniería Química
- Ingeniería en sistemas de información
- Licenciatura en Higiene y Seguridad en el Trabajo

## Carreras de Posgrado
- Doctorado en Ingeniería

- Maestría en Ingeniería en Calidad
- Maestría en Administración de Negocios
- Maestría en Ingeniería Ambiental
- Maestría en Docencia Universitaria
- Maestría en Control Automático
- Maestría en Ingeniería en Sistemas de Información

- Especialización en Ingeniería en Calidad
- Especialización en Ingeniería Gerencial
- Especialización en Ingeniería Ambiental
- Especialización en Docencia Universitaria
- Especialización en Ingeniería en Control Automático
- Especialización en Ingeniería en Sistemas de Información
- Especialización en Higiene y Seguridad en el Trabajo
- Especialización en Ingeniería Clínica

- Licenciatura en Tecnología Educativa

## Carreras de Nivel Superior
- Tecnicatura Superior en Industrias Alimentarias
- Tecnicatura Superior en Mantenimiento Industrial
- Tecnicatura Superior en Mecatrónica
- Tecnicatura Superior en Programación

## Departamento de Ingeniería Electrónica
La carrera de Ingeniería Electrónica tiene la particularidad de haber sido una de las pocas carreras de ingeniería en el país que fue acreditada a nivel Mercosur.

## A.V.E.I.T.
Desde 1965 funciona en esta facultad la Asociación Vocacional de Estudiantes e Ingenieros Tecnológicos (AVEIT), la cual tiene como finalidad contribuir al perfeccionamiento del estudiante como profesional en todos los ámbitos. Para lograr dicho objetivo, se propone año tras año la realización de un viaje de estudios que abarca mayormente todo el continente Europeo y algunos países Asiáticos, con una duración de aproximadamente 6 meses, visitando los centros tecnológicos y universidades más importantes del Viejo Continente.
Esta asociación es una de las pocas de este tipo con permanencia en Sudamérica.

## Enlaces
- Universidad Tecnológica Nacional
- Facultad Regional Córdoba
- AVEIT - Asociación Vocacional de Estudiantes e Ingenieros Tecnológicos
- UTNianos: Comunidad de alumnos y graduados de UTN